# Valea Șoșii, Bacău
Valea Șoșii este un sat în comuna Poduri din județul Bacău, Moldova, România. Numele satului vine de la Pârâul Șoșa, care la rândul său vine din termenul maghiar sós (în pronunție românească șoș), adică „sărat” (de-a lungul pârâului Șoșa sunt mai multe slatini, unele dintre ele utilizate în prezent).

## Așezare
Localitatea Valea Șoșii este situată în partea central-vestică a județului Bacău și este străbătută de pârâul Șoșa.

## Istoric

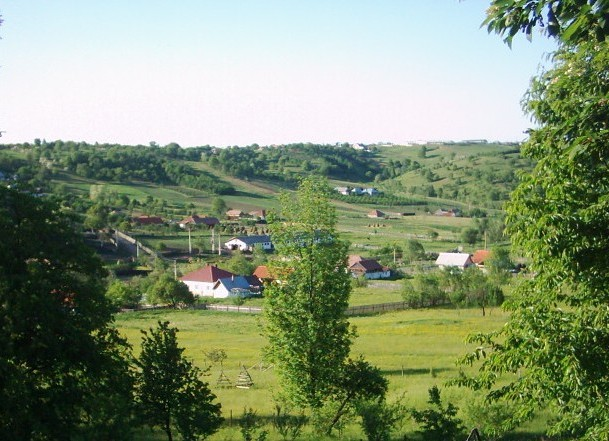
Șopa, de unde începe fostul Măzănăiești

În secolul al XIX-lea satul apare cu următoarele denumiri: Șoșanii, Valea Șoașei (1892), Valea Șoșii (1913, 1917, 1926), sat, com Lucăcești (Decret 1929), sat com. Bucșești (MO 1930), sat com. Podurile (1931, Dec.1932, Împ. Adm: 1943; 1950; 1952; 1956; 1965, Legea 1968); 
În partea de est a satului, pe pârâul Șoșa, în locul numit "Hârtoape" se păstrează urmele unui vechi sat, care a dispărut la începutul secolului al XIX-lea: Măzănăieștii (Mădeneștii - 1848, Măzăneștii – 1840, Măzănceștii – 1835, Măzăneeștii – 1850, Măzăneștii – 1848, 1851, 1860, Măzănieștii – 1836, Măzimeștii – 1848, Mîzineștii - 1810 (sau Buneștii; legea din 1892), sau Șoșanii (1896, 1906, 1908, 1912), moșie în ocolul Tazlăul Sărat (Ocolul Tazlăul de Sus), ținutul Bacăului, în anii 1810, 1815, 1817, 1818, 1836, 1840, satul nu mai era;	
include trupul de moșie Cotul lui Frunză (1837) și trupul de moșie Ciceiul (?) (1837, 1870); 
înglobat în satul Podurile (1846, 1856), unde nu mai apare moșie. 

### Preistorie
Pe teritoriul satului Valea Șoșii au fost descoperite și cercetate arheologic așezări preistorice din eneolitic, din cultura Cucuteni (mil. V a.Chr.), amplasate în punctele: "Dealul Păltiniș", „La Slatină” - "Grădina Iscu" (așezare Cucuteni A, descoperită de dr. Ion Mareș de la Muzeul Bucovinei din Suceava)) și "Dealul Bujoarei" (așezare descoperită de dr. George Trohani, de la Muzeul Național de Istorie a României, București). Săpături arheologice au fost efectuate în situl arheologic de la Păltiniș (colectiv de arheologi condus de dr. Dragomir Popovici, de la Muzeul Național de Istorie a României din București), unde au fost cercetate locuințe cucuteniene cu inventar format din ceramică, unelte și arme (un topot trapezoidal din aramă), greutăți de lut ars de la războiul de țesut pe verticală. )
În urma cercetărilor arheologice de suprață, au fost găsite materiale feudale în locul Păltiniș- "Casa lui Stoica" (fragmente ceramice din secolul al XVII-lea, o râșniță; cercetări dr. Ion Mareș, Muzeul Bucovinei din Suceava).

### Documente, atestări
- 12 martie 1399, uric de la Ștefan II , întărește jumătate satul Măzăneștii și jumătate din Poiana Călugăriței, uric cu tot venitul, unei Dușa, fata lui Toader, și nepoților ei [5].

- 3 august 1440, uric de la Ilie voievod, care întărește lui Mihul și Tatul un sat pe Cernu, anume Măzăneștii [6];

- 4 octombrie 1440, Ilie Voievod și Ștefan Voievod întăresc dania boierului pan Vană Porcu, anume satul Lucăcești, pe Tazlăul Sărat, în dreptul păcurei Mănăstirii Uspenia, care este pe Bistrița, acestei mănăstiri; cei doi domni dau mănăstirii amintite un pustiu pe Șușița, la fântâna lui Spravin, ca să întemeieze sat mănăstirii amintite [7].

- 8 aprilie 1419 - Suceava, document de la Alexandru cel Bun (1400-1438), domn al Țării Moldovei, dă fiilor panului Ștefan Borâlovici, anume Dragomir și Ioanăș, care au slujit mai înainte sfânt răposaților înaintașilor noștri cu dreaptă și credincioasă slujbă, azi ne slujesc nouă cu dreaptă și credincioasa lor slujbă…i-am miluit cu deosebită milă, le-am dat în țara noastră, în Moldova, trei sate în Câmpul lui Dragoș, pe Nechid un sat, unde este casa lor, alt sat Pașcani, al treilea sat Dragotești și un sat pe Tazlăul Sărat, anume Provezești și Poiana lui Opriș de la Pârâu pe Tazlăul Mare. Acestea să le fie lor uric, cu tot venitul, în vecii vecilor, lor, nepoților lor și strănepoților lor și răstrănepoților lor, în vecii vecilor. Iar hotarul acestor sate, pe unde le-au făcut hotar pan Șandrișor și pan Iliaș ceașnic” [8].

Sate și locuitori din zonă sunt amintiți în revistele din secolul al XIX-lea: „Borzascii lui Mariș, Prăjășcii, Măzănăeșcii, la ținutul Bacăului, ocolul Tazlăului de Sus, moșie cu părți și răzășească, în care moșie au părți d-lor Căpitanul Constantin Mareș, Luca Mariș și alții. Are satul doi priviligeți, doi mazili, cinci nevolnici, una vădană, pe lângă moșiile Solonții, Cucueții și altele, cu un număr de 25 de locuitori” .
Document, din 18 martie 1848, de la Mihail Grigorie Sturza, prin care se stinge neînțelerea ivită între moștenitorii pamânturilor stăpânite la 1810 de Dumitru-Dumitrașcu Mariș (din Valea Arinilor) și soția sa Maria (fiica preotesei din Brătila), respectiv moșiile Borzești, Prăjești, Măzănăești, Sârbi, Brătila. Nepoții și strănepoții, căpitanul Constantin Mariș, Constantin Ene, se judecă pentru pământurile amintite, respectiv cele schimbate de Vasile Mariș și sora sa Anița (fiii lui Dumitru Mariș), cu Ioan Mariș și Luca Mariș, cercetarea fiind făcută de către ispravnicul de ținut Iordachi Mariș. Măzănăeștii este numele moșiei de lângă Valea Șoșii, Luca Mariș fiind locuitor din Valea Șoșii .

## Demografie
Recensământul populației Moldovei, din anii 1772-1773 și din 1774, efectuat de către armata rusă condusă de generalul Rumianțev, care ocupase Moldova, consemnează satul "Podurile-Răzășești", toată suma caselor fiind de 101, cu trei popi (Preotul Gligoraș, Popa Sandul, Popa Ifrim), 10 diaconi (Dumitrașco diacon, Ioniță diacon, Antohi diacon, Toader diacon,Pavel diacon, Ion diacon, Timofi diacon, Moiseiu diacon, Ștefan diacon, Pinteleiu diacon), 4 ruptași Vasile Tătaru ruptaș, Iftimi Bujor ruptaș, Ștefan Profir ruptaș, Ștefan Șoșa ruptaș), 12 nevolnici și femei sărace, 12 panțiri istrăvnicești, 60 birnici, între aceștia fiind trecuți Gavril Șoșa, Ursachi Șoșa, Zota Șoșa, Irimie Șoșa, Antohii Șoșa, Gligoraș Șoșa. 
Recensământul general al populației din 29 decembrie 1930: Județul Bacău, Plasa Muntele
Satul Valea Șoșei: Clădiri 293;	Gospodării, menaje 281; Locuitori: populația statornică 1257; Întreprinderi comerciale și industriale 9.

## Date geografice

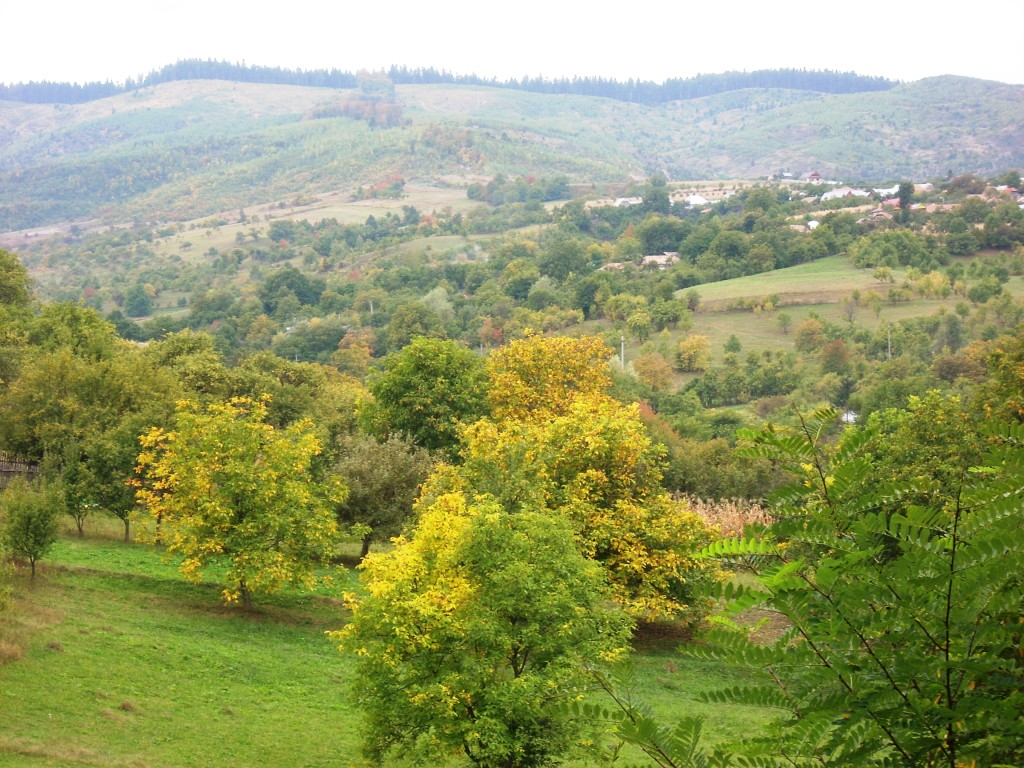
Toamna la Valea Șoșii

### Relief
Forma de relief este dominată de interfluvii sculpturale, relativ plane, cu altitudini medii de 400m, care aparțin neogenului. Teritoriul satului Valea Șoșii este drenat de pâraiele Șoșa, Secătura, Săratului și Cernu. Vegetația spontană este alcătuită din păduri de foioase, pajiști și terenuri agricole.
La poalele Munților Berzunți se găsesc multe izvoare cu apă rece, șipote, foarte bună de băut, pe care locuitorii le-au amenajat (Șipotul Lupului, Apa Rece, Șipotul Fundăturii etc.). Tot în această zonă sunt și izvoare sărate (slatini) folosite de populație pentru conservarea unor alimente. Existența acestor izvoare sărate explică prelungirea stratului de clorură de sodiu de la salina din Târgu Ocna, pe sub culmea Berzunți. Se găsesc și izvoare cu apă sulfuroasă, în locul numit "La Putoare", fiind în legătură cu izvoarele similare de la Moinești..

### Clima
Clima caracteristică zonei este temperat-continentală de dealuri, corespunzătoare Subcarpaților Moldovei, cu temperaturi medii anuale de +7 +8 grade celsius, cu minime medii de -4 grade celsius. Precipitațiile medii depășesc în unii ani 900 mm. Vânturile predominante sunt cele din NV, iarna bate crivățul.

### Soluri
Predomină solurile silvestre brun podzolice, cu reacție acidă. Pe văile pâraielor se află soluri aluvionare, în diferite stadii de evoluție.

### Flora și fauna

#### Flora
Vegetația este alcătuită din păduri de ''Querqus-Carpinus'' și ''Fagus''. Dintre plantele colectate : ''Equiesetum arvense, ''Equisetum palustre'', ''Polypodium vulgare L'', ''Pteridium Quilinua L'', ''Amaranthus retroflexus L'', etc. 

#### Fauna
Vegetația lemnoasă abundentă contribuie la existența multor specii nevertebrate care alcătuiesc rețele trofice complexe, din categoria fauna de frunzar: viermi hidrofili, moluște, miriapode, insecte etc. Printre vertebrate se numără: veverița roșie (Sciurus vulgaris), șoarecul de pădure (Apodemus sylvaticus), pârșul comun (Glis glis), iepurele de câmp (Lepus europaeus), porcul mistreț (Sus scrofa), lupul (Canis lupus), vulpea roșie (Vulpes vulpes), căprioara (Capreolus capreolus), dihorul (Mustela putorius), viezurele (Meles meles), ursul brun (Ursus arctos), ciuful de pădure (Asio otus), uliul porumbar (Accipiter gentilis), cucuveaua (Athene noctua) etc.; reptile: șarpele de casă (Natrix natrix), șarpele de aluniș (Coronella austriaca), șopârla cenușie (Lacerta agilis), gușterul (Lacerta viridis) etc.

## Cultură

### Biserica „Pogorârea Sfântului Duh”
Prima biserică a fost din lemn, fiind menționată în anii 1840 și 1860. Acesta a fost dezafectată, pe locul mesei altarului fiind actual o mică construcție de piatră. Biserica de piatră a fost ridicată prin efortul finaciar al sătenilor, lângă biserica de lemn. 
La exterior, lângă altarul bisericii se află o cruce de piatră cu inscripție chirilică, Polcovnicul (echivalent gradului de colonel, în armata rusă țaristă) Trofor, mort în 1848); 
În 1875 este amintit preotul Alexandru (Grigore) Iscu din Valea Șoșii și dascălul Luca Mareș, absolvent al seminarului din Roman - călugărit la Schitul Sf. Sava din Berzunți, acolo fiind înmormântat, fiul său Ion Mareș a fost dascăl la biserica din Valea Șoșii. 
Preoții care au slujit la Biserica din Valea Șoșii: pr. Chiriac Zota, pr. Neculai Patrichi, pr. Dimitrie Patrichi, pr. Constantin Crișan, pr. Gheorghe Șelaru, pr. Petre Moraru; actualul preot paroh este Ovidiu Daniel Hereș.

### Școala
A fost înființată în anul școlar 1927; învățători Ioan și Maria Lovin, din contribuția locuitorilor din sat, organizatori fiind Grigore Iscu și Ion Mareș.
Nr de elevi la înființare (an școlar)1927/1928: cls. I:32 elevi,cls. a II-a 14 elevi, cls. a III-a 22 elevi,	cls. a IV-a 13 elevi; total: 82 de elevi.